# Igreja Hedvig Eleonora
Igreja Hedvig Eleonora (em sueco:  Hedvig Eleonora kyrka) é uma igreja no centro de Estocolmo, Suécia. Está localizada em Östermalm e pertence à Igreja da Suécia e é a igreja paroquial da Paróquia Hedvig Eleonora na Diocese de Estocolmo.
A igreja foi consagrada em 21 de agosto de 1737 e recebeu o nome da rainha sueca Hedvig Eleonora (1636–1715), esposa do rei Carlos X da Suécia . A Igreja Hedvig Eleonora é uma igreja octogonal.
A igreja é uma das mais populares de Estocolmo para casamentos, batizados e funerais .

## Enterros notáveis
- Tim Bergling ( Avicii ) [2][3]

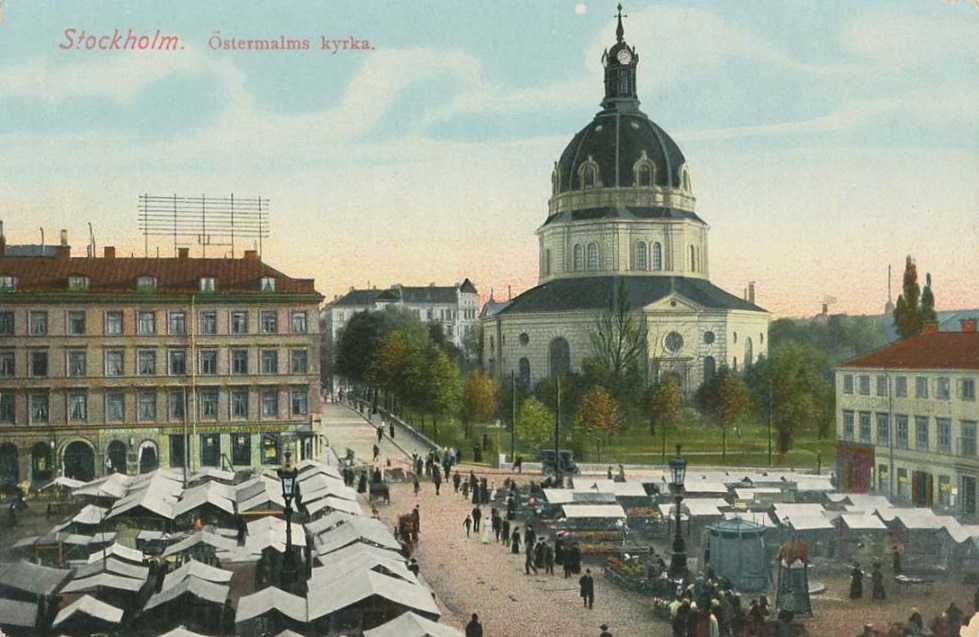
Igreja Hedvig Eleonora em 1900
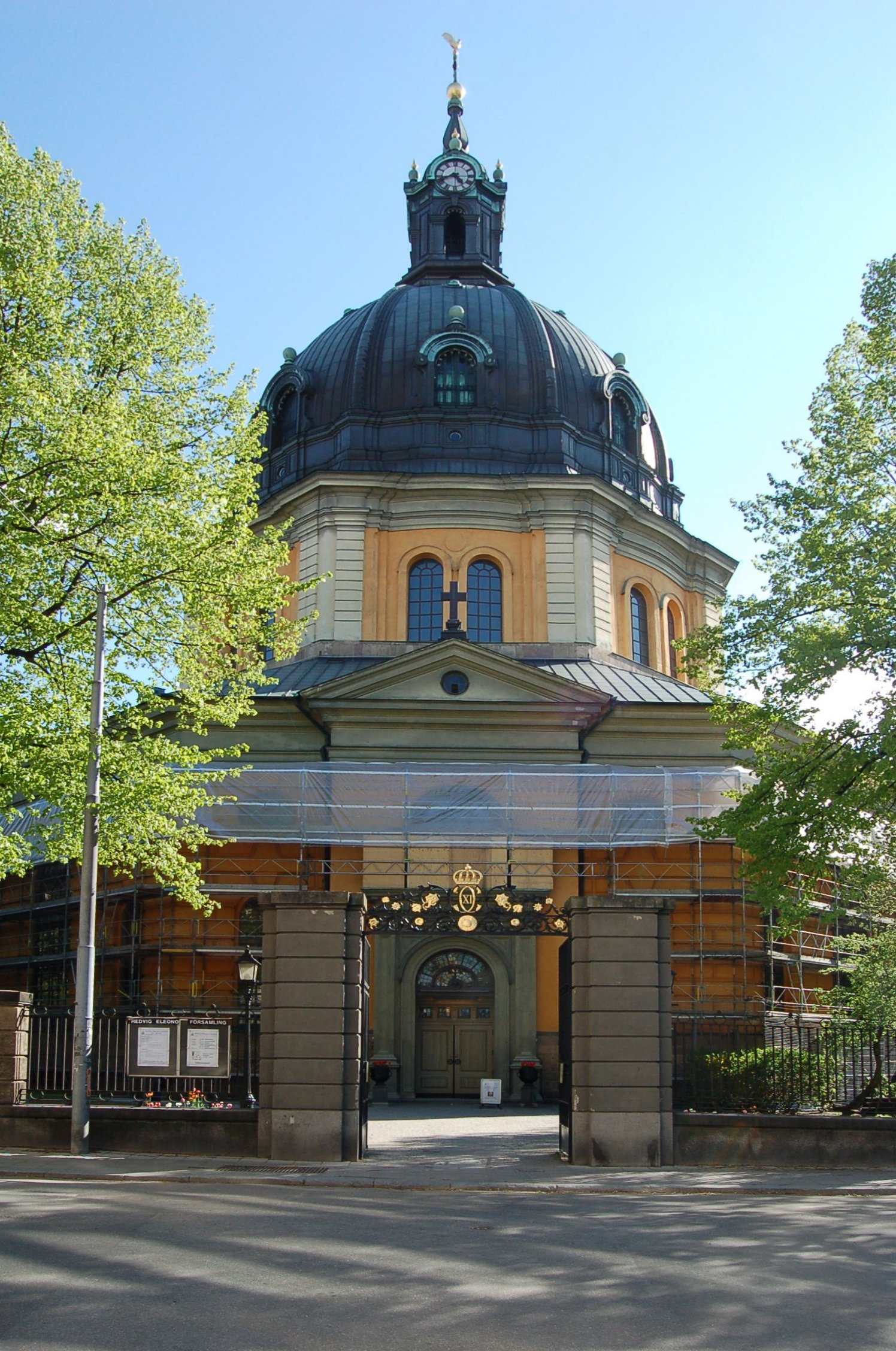
Exterior
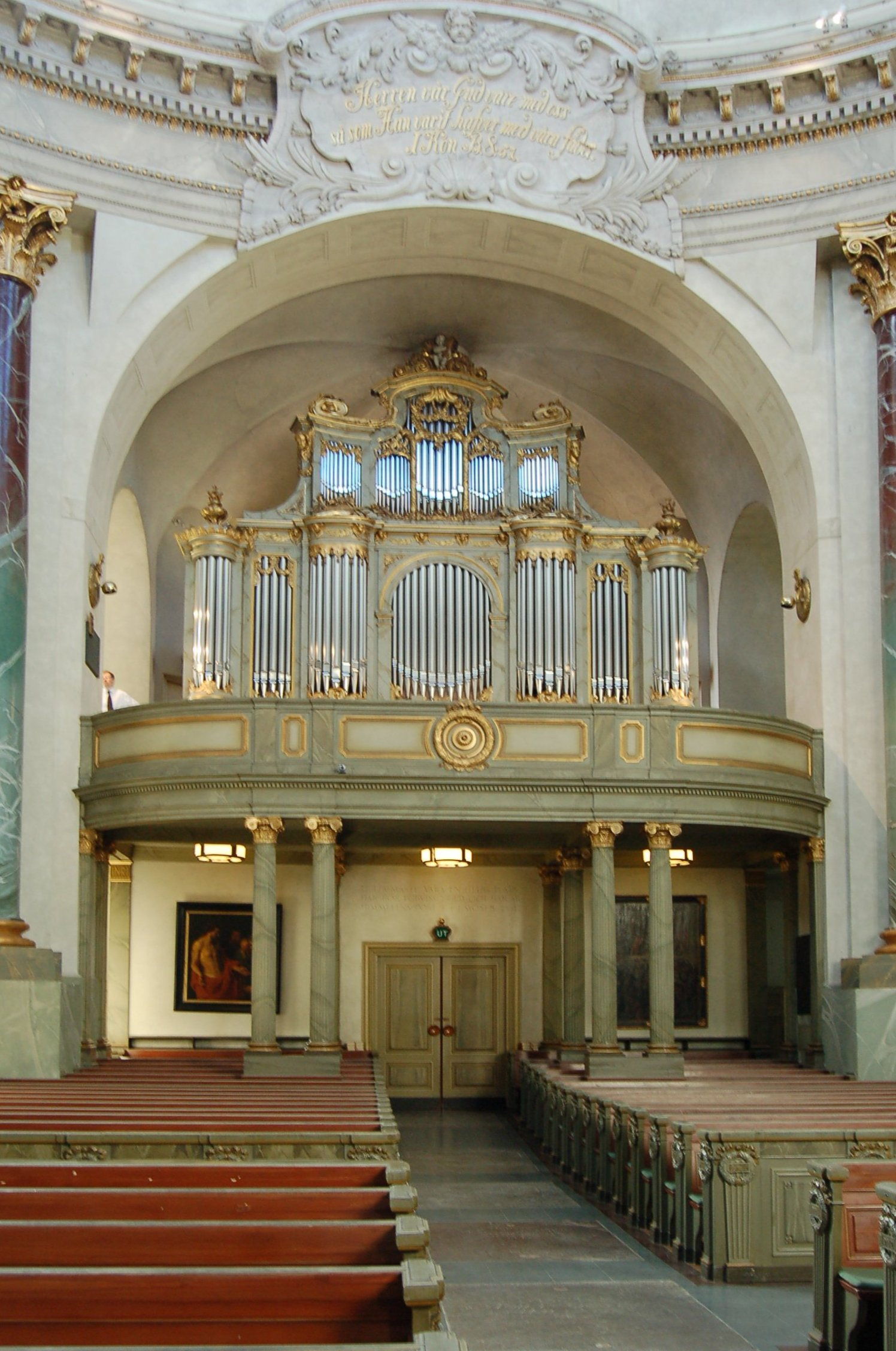
Órgão
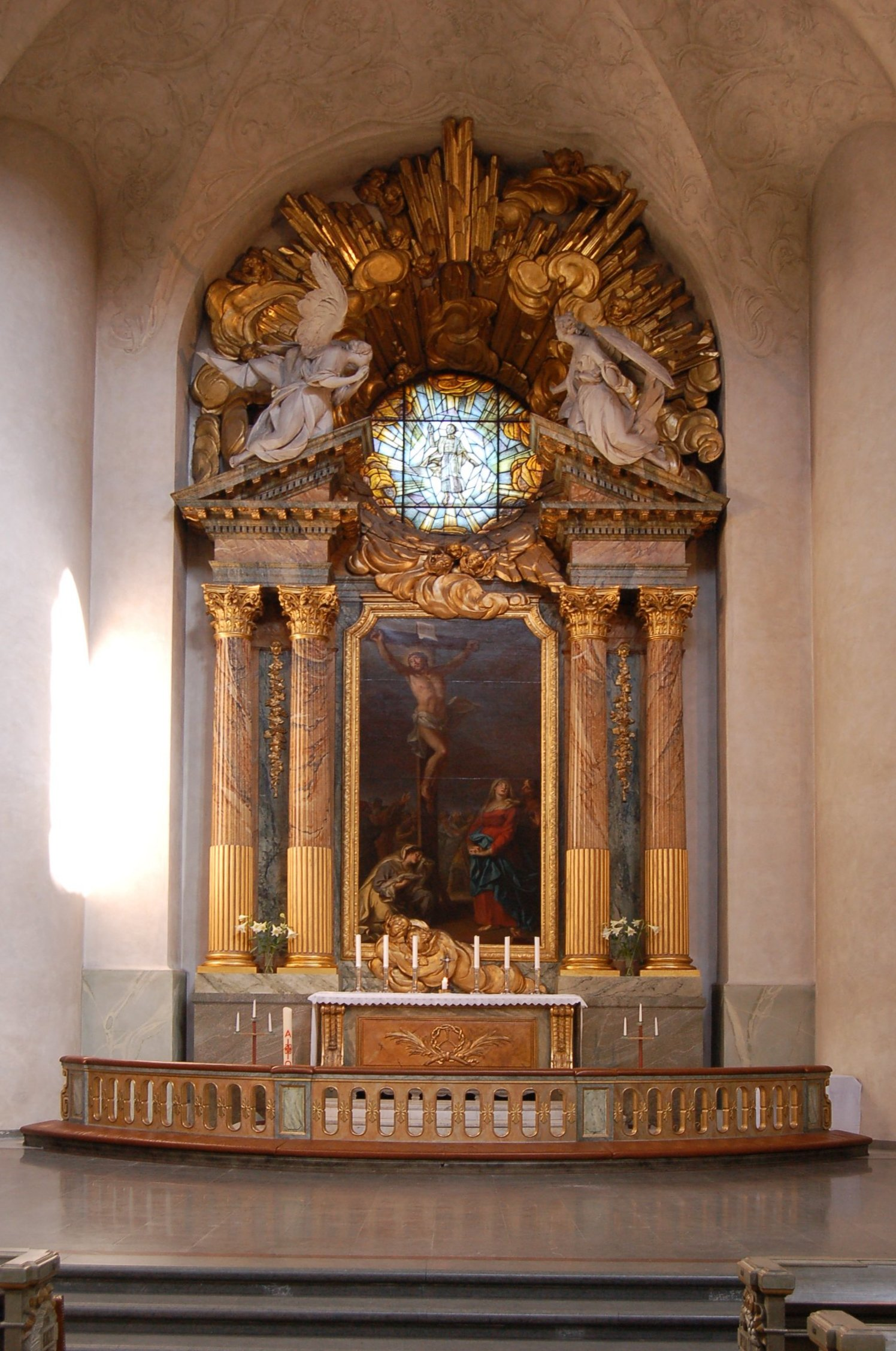
Altar
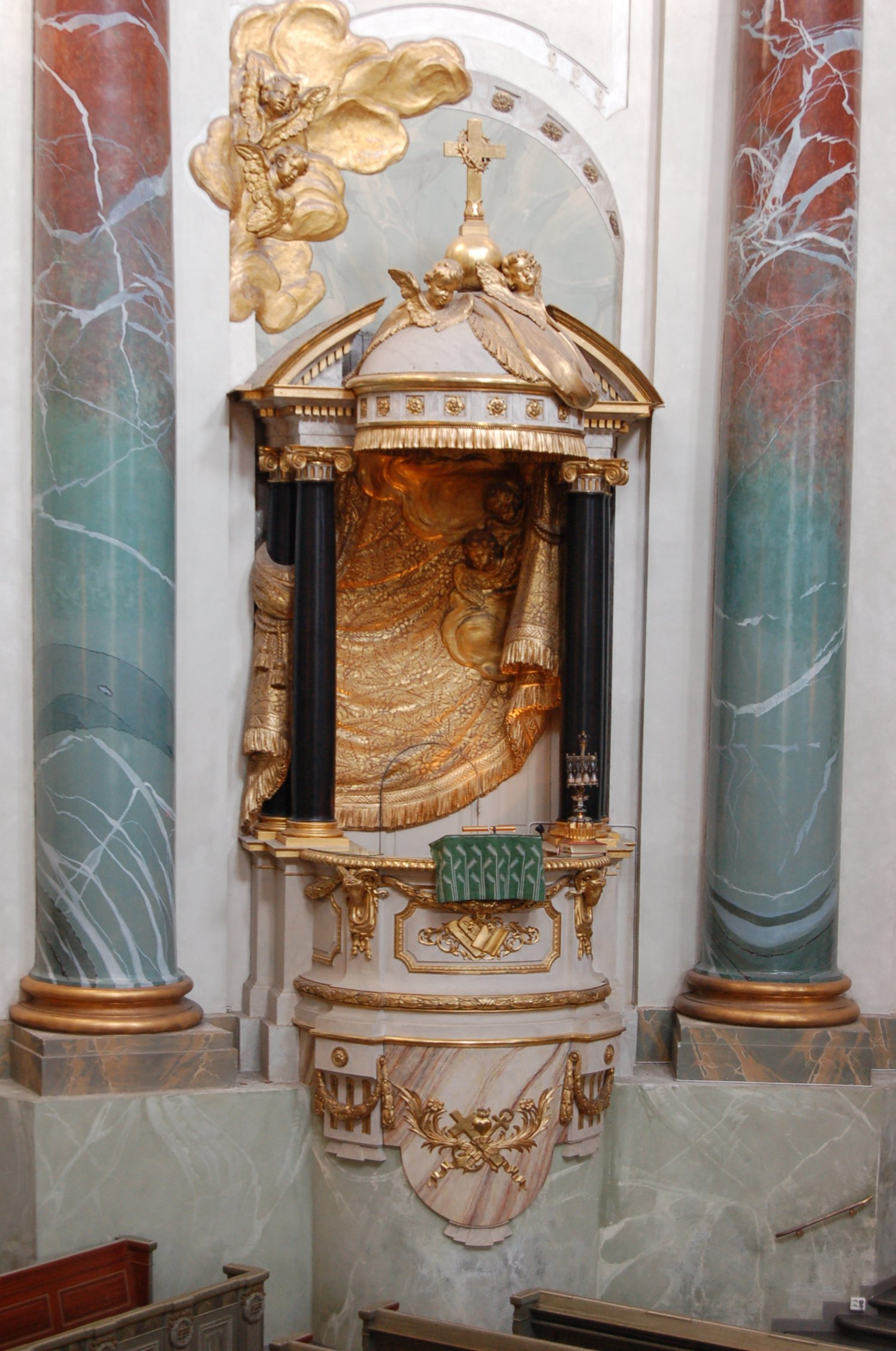
Púlpito
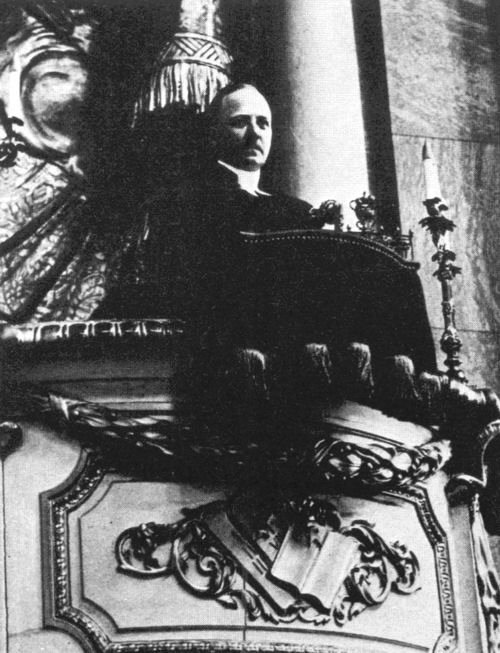
Erik Bergman ( pai de Ingmar Bergman ) que se tornou ministro da paróquia em 1934 fazendo um sermão em Hedvig Eleonora em 1918